# 香港城邦論
香港城邦論 (ほんこんじょうほうろん) は2011年に出版された香港の書籍。
香港の学者陳雲がFacebookの投稿やコメントを整理して八章に分け、学生黎志恆が第1・3・7・8章の原稿を整理し、その後陳雲が加筆修正を行い、文責を自ら負った。香港ポリス論ともいわれる。
本書は主に2010年以降の中港矛盾問題を対象とし、香港の将来の本土政治が採るべき発展方向を探っている。書中では、香港は現在中港の区分を図る措置を採り、本土利益を守り、イギリス統治時代に残された制度を維持し、最終的には中国政府と互恵互利を達成し、さらには中国の政治体制を改革して徐々に民主化へと向かわせるべきだと指摘している :55。これは保守主義的な路線に属する。

## 出版経過
著者は序文で、当初は香港を救うようなことをするつもりはなく、一人で一国に立ち向かうような行為は、ほぼ家庭を崩壊させる危険を伴うものであったと述べている。しかし2010年末、香港政府が環珠江口宜居湾区建設重点行動計画に参加し、広東に香港の自治権を割譲したため、Facebookの友人たちの度重なる助言を受け、反対文を執筆することにした。2011年2月9日、陳雲はまずFacebookに投稿し、その後「香港城邦 中国の門戸」と題する文章にまとめ、2011年3月22日に『am730』のコラムに掲載した。これはヨーロッパの城邦概念を用い、香港の城邦としての身分を再認識させる内容であった。
掲載後、陳雲のFacebook友人たちがグループを作り、香港城邦自治を議論し始め、天窗出版社が陳雲に執筆を依頼した。Facebookでの議論が6か月続いた後、2011年6月中旬に『香港城邦自治総綱』を草案としてまとめ、7月1日のデモで若干数を印刷して配布した。同年8月にFacebookの投稿やコメントを整理して八章に分け、9月に執筆を開始。学生黎志恆を雇って第1・3・7・8章の原稿をFacebookの投稿・コメントから整理させ、その後陳雲が加筆修正を行い、文責は陳雲が自ら負った。

## 内容
著者陳雲は本書で述べている。香港は香港主権移交（香港返還）以降、政治において二つの大きな迷信が生じ、香港人はしばしば「香港は必ず立憲民主の中国を依拠とすべきである」:20、そして「中国が民主化してからでなければ香港に民主主義は訪れない」と考えている。彼はこのような思想を非現実的と批判し、この思想は民主派 (香港)政党が英属香港時代に残したものであると指摘する。当時、民主派政党は中国の大一統意識を掲げ、英植民地政府と渡り合っており、それ自体は問題なかった。しかし、香港主権移交後もこの思考を維持することで、政党はしばしば中国本土の利益を守るために香港の本土利益を犠牲にするようになった:24-25。さらに、六四事件以降、香港民主派は「民主統一論」を提起し、中国が徐々に民主化することを期待したが、中国共産党がそもそも民主化する意図を持たず、むしろ香港の民主化を妨害している事実を無視していた:41-42。また、民主派が中国民主化を目指す方法は、毎年の六四キャンドル集会で六四の平反スローガンを繰り返すだけで、実質的な効果に欠けていた:53。たとえ本気で中国民主化に尽力しても、最終的には香港の人的・物的資源を大量に消耗し、徒労に終わるだけだと指摘している:21。
陳雲は本書で、一部の中国大陸人の不行跡を挙げ:43-46、さらに中国が急速に民主化した場合、「国際的屈辱・被害者意識・生存空間の逼迫・領土喪失の憤り・国際道義への不信・工業的規律社会・中産階級の精神的狭量・大企業家の愛国衝動・企業生産力の急速な増大と青年層の就業困難」という九つの要因により、ナチズムのような極権主義の温床になりやすいと推測している:51-52。これをもって香港人に対し、大陸の事務に介入しないよう警告し、さらに香港の民族意識について論じ、多くの中国大陸から香港に来た新移民は香港核心価値を受け入れず、香港の公共資源を占有していると指摘し、香港は大陸からの移民を審査・承認する権利を持つべきだと主張している:49-50。
著者はまた、香港の地位は特殊であり、香港基本法によれば、国防と外交を除き、内政はすべて香港が自ら管理し、十分な自治権を有しており、ヨーロッパ古代の城邦のようであると述べている。城邦とは、陳雲の定義によれば「都市を核心範囲とする自治体で、時には主権独立することもあるが、より多くの場合は主権体制の庇護下にあり…少なくとも名義上は王族や帝国の外交保護と外交指導を受けるもの:67」であり、また「人材・資金・財貨・文化風俗・学術知識の集散地:62」「国民国家形成の過程において、城邦は政治動員・資金援助・文化的涵養・人材供給・制度基盤の役割を果たす:66」と形容している。彼は、香港はまさに城邦の開放的・包容的精神を受け継ぎ、多様な経済と強力な文化保存・発信力を持ち:78、市民が政治参加と文化創造を行うことを可能にしており:93、中西交流の橋頭堡となり得ると述べている。また、陳雲はここで、中国大陸・台湾・香港・マカオを結び「中華連邦主義」を構想している:79。

## 関連した事件

### 警察が『城邦論』を押収
2016年2月18日、警察は2016年2月17日に自ら湾仔警署へ出頭し、2016年旧暦新年旺角騒乱に関与した疑いのある22歳の男性を旺角の住居に連行し、証拠を押収した。押収品には携帯電話、衣類、市販されている3冊の書籍（『香港城邦論』、『本土·民主·反共』、『引爆趨勢：小改變如何引發大流行』）が含まれていた。この件は汎民主派から、香港基本法第23条を実施するかのように「言論で罪に問う」行為だと非難された。
2016年2月20日、香港保安局長官黎棟国は報道陣に対し、警察の刑事捜査における証拠収集の慣例として、関連があると考える物品を押収し、ビニール袋に入れて報道陣に提示するものであり、基本法23条とは関係がないと述べた。また、政府が政治的観点から刑事捜査を見ていると外部が推測すべきではないと強調した。

### 選挙フォーラムで『城邦論』贈呈
2016年8月13日、熱血公民の2016年香港立法会選挙候補者鄭錦満は、香港電台港島区選挙フォーラムで、同じく立法会選挙候補者である王維基に『香港城邦論』を贈呈した。理由は、この本が王維基の香港電視網絡制作のドラマ『来生不做香港人』に登場したことがあるためであった。鄭錦満は、この本が香港の将来と希望を示してくれると述べ、読み終えたら『来生要做香港人』を制作してほしいと語った。また、香港衆志の立法会候補者羅冠聡が『香港城邦論』の内容を曲解しているとし、王維基が読んだ後に羅冠聡へ貸してほしいと述べた。

### 香港中聯弁官員から邪説と批判
香港中聯弁副主任陳冬は2020年6月15日、全国港澳研究会のシンポジウムに出席し、近年香港の一部の人物が言論・学術の自由を口実に「一国二制度」と「基本法」を歪曲し、青年学生を極端な手段で政府に反対させ、中央に対抗させ、一国を排斥するよう煽動していると批判した。さらに、香港城邦論、香港民族論などの邪説を作り出し、いわゆる理論的基礎を提供し、市民的不服従や「違法達義」を主張して青年を誤導していると述べた。

### 公共図書館で覆検　一時的に貸出不可
2020年7月4日の報道によると、陳雲の複数の著作（2冊の『香港城邦論』、『香港遺民論』、『香港防衛戦』など）が公共図書館のウェブサイト蔵書状況欄で「覆検中」と表示され、当面は公共図書館で貸し出しできない状態になっている。
その他、覆検対象となった書籍には、黄之鋒の『我不是英雄』、『我不是細路 : 十八前後』や、陳淑莊の『辺走辺食辺抗争』が含まれる。
これより前、香港行政長官林鄭月娥が『中華人民共和国香港特別行政区国家安全維持法』を公布し、2020年6月30日午後11時から香港特別行政区で施行された。この法律は、国家分裂、国家政権転覆、テロ活動、及び外国または域外勢力との結託による国家安全危害を禁止している。

## 影響
- 香港本土派 (香港)の政党本土民主前線の報道官梁天琦は、中学時代に陳雲の『香港城邦論』や黄毓民（中国語版）の香港立法会での議政活動を見て本土派に参加し、彼らを自らの政治的啓蒙の師と呼んでいる。[12]2016年の選挙年には、当時の熱普城（中国語版）連盟の支援を受けて立候補した。

## 推薦
- 2016年5月、香港書店天地図書（中国語版）は、自社ウェブページ「向你推薦」で『香港城邦論』などの書籍を重点推奨した。[13]

## 評価
- Google Play 図書（中国語版）での『香港城邦論』の総合評価は4.4点である。[14]

- Goodreadsでの読者評価は4.2点である。[15]

### 王偉雄
- アメリカカリフォルニア州立大学哲学教授王偉雄（中国語版）は、『香港城邦論』は主として一連の政治的プロパガンダであり、厳密な論証を欠き、一部の重要な主張の資料出典も不十分で、明らかに学術著作ではないと指摘する。「城邦論は一部の人々の政治的幻想を満たすことはできるかもしれないし、香港人の本土意識を高め、この方面の議論を開展させるうえで確かに功績はある。しかし、もし本書で提示された路線に従って香港本土の長期的利益を追求するならば、それは行き止まりとなる恐れが大きい」と述べた。また彼は『香港城邦論』が中国共産党と結託し、さらに中共に対して過度な信頼を寄せていると批判し、「（陳雲の言う消極的計画に従って）静かに待ち続け、最終的に『何も得られない』よりも、今こそ主体的に争い、力を合わせ、慎重に楽観しつつ努力を惜しまなければ成功の希望はない。それは将来、『あの時はあまりにも天真爛漫で愚かで、中共を誤って信じた』と後悔するよりずっとましであり、自分自身を害するだけでなく次世代にも申し訳が立たない」「城邦論に反対するのは、本土から民主化を求めることに反対しているのではなく、中共との結託に反対しているだけだ」と述べた。[16]

### 劉桂標
- 香港人文学会（中国語版）会長劉桂標（中国語版）は、『香港城邦論』は汎民主派において新しく独自の貢献を持つ論述であり、汎民の政治スペクトルをさらに広げたと評価している。一方で彼は、『香港城邦論』が指摘する中国本土両地の急速な融合は本地民主にとって深刻かつ緊急の脅威であり、この点は本地汎民の民主抗争の一つの側面であるとし、また香港を城邦とする現実を指摘することは香港の民主発展に歴史的・法的な根拠を提供するものであり、本地民主発展に大きく貢献していると述べた。しかし他方で、彼は『香港城邦論』の大きな欠点として、汎民の民主建国論「中国民主と香港民主は相補い合うべきであり、互いに衝突すべきではない」への批判を挙げ、さらに陳雲が偏った結論で中国人民の「盗賊性」を導き出している点を、十分な根拠を欠く否定的な道徳判断であり、人間の人格的尊厳を尊重せず、人への差別であると批判した。[17]

### 吳叡人
- 台湾社会学者吳叡人は香港民族論のために執筆する際、香港城邦自治論は弱小民族の民族主義の変形であり、その中に香港の市民共同体の存在を前提としていると考える。全体の論証は現代主権民族国家の普遍的秩序を挑戦せず、むしろ受け入れた上で、意識的に不完全主権の前近代非民族国家の政治形式を香港が大国の併合吸収を逃れる保護殻として選択している。彼は陳雲が民族主義の概念を回避し、公民共和主義（英語: civic republicanism）の言語を借用して香港の主体性と高度自治を証明しようとしていると指摘する。その公民共和主義は奇妙で（ある意味で誤った）歴史論証に基づいている[18]：香港は城邦（polis or city-state）―すなわち公民共和主義思想の起源地―の一種の現代的な形式である。吳叡人は陳雲が香港（およびシンガポールなど）を植民地貿易港の歴史として、現代主権国家体制興起以前の古典／中世城邦国家やヨーロッパ大陸自由市の伝統に結びつけ、「古代ギリシャ、ルネサンスから現代の『植民地城邦』までの城邦系譜」を発明したと考える。そして古典城邦や自由市の自治伝統を、自治伝統の実態に欠ける植民地都市である香港に流用し、この想像上の城邦自治伝統を香港自治の論拠とした。つまり香港自治の正当性の基盤は香港民族の自治権ではなく、香港城邦の歴史とその固有の自治特質である。この歴史論証の上で、陳雲は元々公民共和主義が共和政体の前提または存続条件とみなす公民徳行（英語: civic virtue）を香港のアイデンティティの規準に変換した。こうして香港人や香港市民は血縁ではなく価値観に基づいて形成された政治的範疇となる。陳雲は自身の主張を現実政治的論証であるとし、香港独立を支持せず、香港自治の目的は香港の固有主体性の防衛・保護にあり、中国主権に挑戦したり中国政治に介入したりするものではないとしている。吳叡人はしたがって、陳雲が民族主義の概念を拒否するのは現実主義の考慮からであり、中国の公式民族主義と直接衝突しないようにするためだと考える。しかし吳叡人はこの主張に夢想的な要素が多いとも批判する。なぜなら陳雲が発明した香港城邦自治伝統は、実際にはまだ実現していない未来のビジョンであり、香港人の香港アイデンティティは古典共和主義が前提とする高度な城邦認識の条件からはまだ距離があるからだ。[19]:87-89さらに吳叡人は読者に注意を促し、陳雲の共和理論は文化理論に支えられていると指摘する。その文化理論は香港人を伝統的な華夏文化の真の継承者と描き、中国人は中国共産党の支配下で共産主義や資本主義に汚染され退化した蛮夷であるとする。実際、この一見逆説的な論点はよくある戦略であり、文化的に同化された周辺民族はしばしばこれによって自分たちを衰退した文化中心部から区別しようとする。典型的な例は、清が明を滅ぼした後の日本の華夷変態論や朝鮮の小中華思想である。その他の例としては愛国者 (アメリカ革命)（中国語版）もあり、彼らは真のイギリス自由の価値を支持して独立を求めた。[18]:13

### 徐承恩
- 香港歴史学者徐承恩は[20]、陳雲の論述は本質的に独立から統一へと変化するものであり、香港独立建国に反対し、邦連論を用いて台湾統一を助け分離主義問題を解決しようとしていると考える。[20]:276-7また陳雲の論述は伝統的な「民主回帰論」と同様に虚構の進歩主義と虚構の中華情結を脱しきれていないと指摘する[20]:273。前者は戦後の香港の特殊な地政学的位置を理想化しているが実際には持続不可能であり、後者は陳雲が中国の道統に依存し香港の文化風俗を単に中土で失われた華夏文化の保存と見なしている点を批判する。徐承恩はこの思考が結局中華帝国の論理に屈服していると考える。[20]:274-6

### 彭麗君
- 香港中文大学文化及び宗教研究科教授彭麗君（中国語版）は[21]、城邦論の本質は民主の追求ではなく、陳雲本人の華夏文化指導権への執着にあると考える。陳雲が香港を城邦と称するのは、新たな華夏帝国を実現し、西洋価値によって洗礼され抑圧された中国文化正統を再び呼び起こすためであり、皮肉にも中国の支配イデオロギー、すなわち伝統中国の文化帝国主義が西洋文明より優越することに符合している。しかし城邦論は一方的な願望に過ぎないものの、少なくとも香港が直面している現実、すなわち政治制度が住民によって築かれたものではなく、より大きな帝国構造によって戦略的に与えられたものであることを反映している。[21]:208-9

### 蘇哲安
- リヨン第三大学言語学科教授[22]蘇哲安（中国語版）は、城邦論の興味深い点は自由主義とコミュニタリアニズムという相反する二つの思想を混合していることにあり、脱植民地化を完全に無視していると考える。[23]

### 曾友俞
- 台湾の弁護士曾友俞（中国語版）は、城邦論が儒家思想を民族主義に当てはめることは、ある種理解できない「新儒家式中学西用」であり、または『一九八四（中国語版）』に書かれた二重思考（Doublethink）のようなものだと考えている。著者陳雲は自らの論述が「香港本位であるが、しかしながら族群の区別から逃れられずに華夷を分けている。しかし民族の区分の中でこれを民族的主張とは呼ばず、『一つの中国』の枠組みの下で論述を続けている。しかし、この枠組みは内容に比して完全に合致せず、多少束縛があり、そのため読者は多くの矛盾を感じ、逆鱗に触れるのを恐れて慎重にならざるを得ない。」[24]